# Zakon inflancki
Inflancka gałąź Zakonu krzyżackiego lub Zakon inflancki (Łac. Fratres de Domo Sanctae Mariae Theutonicorum Jerusalemitana per Livoniam) - autonomiczna gałąź Zakonu krzyżackiego i Państwa Zakonu krzyżackiego położona w Inflantach, która została założona przez mistrza krajowego Hermanna Balka po klęsce Kawalerów mieczowych w bitwie pod Szawlami. Tworzył większość ziem Konfederacji Inflanckiej. 
W 1236 Zakon otrzymał Chorągiew św. Maryi Panny, która została stracona w bitwie pod Aizkraukle w 1279. W 1502 jeden z najbardziej sprawnych mistrzów krajowych, Walter von Plettenberg pokonał siły moskiewskie w Bitwie nad Jeziorem Smolino. Po sekularyzacji Zakonu krzyżackiego w Prusach i utworzeniu Prus Książęcych, mistrz krajowy uwolnił się od nominalnej zależności od wielkiego mistrza i w 1526 został mianowany księciem Rzeszy. Mistrz krajowy Gotthard Kettler zsekularyzował Zakon i została zawarta Unia pomiędzy Inflantami i Litwą.
Do XVI w. powstało na terytorium Inflant 11 komturii oraz 5 wójtostw. Komturami byli zarządcy najważniejszych zamków i obszarów do nich przyporządkowanych. Wójtami byli zarządcy pozostałych zamków i dystryktów.

## Początki Zakonu (1236 - 1410)
W Bitwie pod Szawlami w 1236 Litwini i Żmudzini razem z Zemgalami pokonali Zakon kawalerów mieczowych. W 1237 mistrz krajowy Prus Zakonu Krzyżackiego, Hermann Balk przybył do Rygi i założył inflancką gałąź Zakonu krzyżackiego.
Żeby zakończyć duńską blokadę statków krzyżowców w porcie w Lubece, a także w związku z polityką współpracy z Duńczykami papieża Grzegorza IX, w 1238 duński król Waldemar II i mistrz krajowy Hermann Balk zawarli traktat w Stensby na mocy którego Dania odzyskała hrabstwa Virumaa, Harju i Reval, które zostały podbite przez Zakon kawalerów mieczowych i ich wasali w 1225 i 1227. 
W 1240, Zakon, razem z biskupem Hermanem von Buxhövden walczył przeciwko Republice Nowogrodzkiej zdobywając Izborsk, Psków i Koporię w Ingrii dopóki nie poniósł klęski w Bitwie na Jeziorze Pejpus wiosną 1242 i nie stracił w rezultacie części Łatgalii.
Odtąd siły Zakonu były skoncentrowane na podboju Semigalii, Kurlandii i Żmudzi. Kontrola nad Semigalią zapewniłaby obronę Rygi przeciwko atakom Litwinów, podczas gdy podbój Kurlandii pozwoliłby na ustanowienie połączenia lądowego z Zakonem krzyżackim w Prusach. W 1242 mistrz krajowy Dietrich von Grüningen zmobilizował estońskich wasali króla Danii, zołnierzy biskupa Dorpatu, biskupa Saremy, biskupa Inflant [późniejsze arcybiskupstwo Rygi] oraz wcześniej podporządkowane i ochrzczone łatgalskie i inflanckie siły. Z tymi siłami pomaszerował z Rygi wzdłuż wybrzeża Kurlandii przeciwko Kurom grabiąc i paląc ich ziemie. Wiec Kurów postanowił zawrzeć pokój z Zakonem, który otrzymał prawo do zbudowania zamku w Kuldydze. W zamku wraz z siłami Zakonu pozostali kurlandzcy zakładnicy aby zagwarantować pokój.
W 1245 cesarz Fryderyk II przyznał Zakonowi Inflanckiemu wszystkie ziemie jakie zdoła podbić w Kurlandii, na Litwie i w Semigalii wraz ze wszystkimi prawami do gór, równin, lasów, rzek i morza, zwalniając od wszelkich opłat i powinności. Zakonowi pozwolono również pobierać myto i cła we wszystkich tych krainach, ustalać miejsca i dni targowe, bić monetę, nakładać podatki, budować drogi i kopalnie. Pozwolono mu także mianować sędziów i administratorów do wymierzania sprawiedliwości cywilnej i karnej pośród nowo ochrzczonej ludności i innych poddanych Zakonu - tzn. Zakonowi dano te same uprawnienia jakie posiadali inni książęta Rzeszy wliczając w to prawa do nakładania ceł, regulacji i praw w kraju, grożąc tym, którzy by naruszyli te przywileje mandatem w wysokości 500 funtów złota.
W 1259 mistrz krajowy Burchard von Hornhusen bezskutecznie próbował podbić Semigalię. W 1260 Zakon poniósł klęskę przeciwko Żmudzinom i Kurom w bitwie pod Durben i był zmuszony oddać południową część Kurlandii za wyjątkiem zamku w Kłajpedzie, który pozostał pod władzą Zakonu Inflanckiego do 1328. 
W 1270 na zamarźniętej cieśninie Zakon poniósł klęskę w Bitwie pod Karuze przeciwko żmudzkiemu wodzowi Tranaitisowi i Zemgalom. Jednak w tym samym roku mistrz krajowy Walter von Norteken zajął semigalski zamek Tervete. W 1275 oddziały Traidenisa bezskutecznie próbowały zająć twierdzę w Dyneburgu. W 1279 Zakon poniósł klęskę w bitwie pod Aizkraukle przeciwko siłom Traidenisa. 
W 1280 semigalski wódz Namej wyzwolił Tervete i zaatakował Rygę, która została obroniona siłami ochrzczonych Łatgalów z Cesis. Gdy w 1281 mistrz krajowy Konrad von Feuchtwangen oblegał zamek w Terveti z 14 tys. żołnierzy, Zemgalowie zgodzili się płacić trybut i oblężenie zostało zakończone. Od 1286 do 1290 krzyżowcy kompletnie zdewastowali północną część Semigalii i jej mieszkańcy przenieśli się do niepodporządkowanej południowej Semigalii oraz na tereny na Żmudzi leżące na terytorium współczesnej Litwy. Ciągle walki o Żmudź ustały w 1398 gdy, w rezultacie Pokoju na wyspie Salin, została nabyta przez Zakon krzyżacki, który ustanowił Województwo Żmudzkie, w ten sposób zapewniając szeroki korytarz do Inflant.  
Mistrz krajowy Gerhard von Jorke podbił i splądrował Psków. W 1323 pełniący obowiązki mistrza krajowego Konrad Ketelhod zaatakował część Łatgalii, która była pod kontrolą Nowogrodu. W odwecie siły Nowogrodu zaatakowały Łatgalię w 1324. Żeby wzmocnić wschodnie granice, mistrz Burchard von Dreilében rozkazał budowę zamków w Alūksne oraz Vasteliina. Podczas rządów tego mistrza wybuchło powstanie nocy św. Grzegorza na terytorium Estonii, po którego stłumieniu w 1346 król Waldemar IV z Danii sprzedał hrabstwa Harju i Virumaa Zakonowi za 19 tys srebrnych marek. Mistrz Vennemar von Brygenay nakazał budowę zamku w Lucyn. Wojny z Pskowem trwały podczas rządów mistrza Konrada von Vietinghoffa. Podczas rządów tego mistrza Zakon zawarł zawieszenie broni z wielkim księciem Witoldem w wyniku czego siły Inflanckiej gałęzi Zakonu krzyżackiego nie wzięły udziału w bitwie pod Grunwaldem w 1410.   
Równolegle do krucjat przeciwko lokalnym wodzom i sąsiednim państwom Zakon zaangażował się w długotrwałą Wojnę domową przeciwko inflanckim biskupstowm i Rydze.    

## Słabnięcie Zakonu, wojny z Moskwą (1410 - 1525)
W 1410 Krzyżacy zostali pokonani w Bitwie pod Grunwaldem przez siły polsko-litewskie i ich sojuszników i byli zmuszeni zrzec się Żmudzi. Krzyżacy w Prusach znaleźli się pod rosnącym wpływem Polski. Zgodnie z Pokojem melneńskim w 1422 Zakon Inflancki zrzekł się południowych części Kurlandii [łot. Kursa], Semigalii oraz Selonii, które zostały wcielone do Wielkiego Księstwa. 1 września 1435 Zakon Inflancki poniósł wielką klęskę w bitwie pod Wiłkomierzem. Mistrz krajowy Franke Kerskorf poległ. Ta klęska spowodowała, że osłabiony militarnie Zakon podpisał "przyjacielskie porozumienie" (eiine fruntliche eyntracht) z inflanckimi biskupami i głównymi miastami w Inflanckim Landtagu 4 grudnia 1435 tworząc Konfederację Inflancką. To nie zapobiegło konfliktom zbrojnym pomiędzy Zakonem, a diecezjami.      
Mistrz krajowy Heirnich von Oferberg walczył przeciwko republikom nowogrodzkim i pskowskim do 1449, kiedy zawarł rozejm na 25 lat. Mistrz Johann von Mengede skonfliktował się z arcybiskupem Sylwestrem z Rygi. W 1480 mistrz krajowy Inflant Bernd von der Borch oraz wójt Rezekne bezskutecznie próbowali zająć Psków, ale moskiewskie siły najechały Inflanty. 13 marca 1493 mistrz Johann Freitag von Loringhofe zawarł zawieszenie broni z Moskwą na 10 lat na mocy którego Rosjanie wycofali się z okupowanych terenów Łatgalii. W tym samym czasie Iwan III rozkazał budowę Twierdzy Iwanogrodzkiej, która zagrażała Narwie po drugiej stronie rzeki.       
Podczas wojny rosyjsko-inflanckiej 1500-1503, w styczniu 1501 Inflancki Ladntag w Vamierze zawarł 10-letni sojusz zaczepno-odporny pomiędzy Konfederacją Inflancką i Wielkim Księstwem Litewskim. W 1501 i 1502 mistrz krajowy Walter von Plettenberg pokonał duże moskiewskie siły w bitwach nad rzeką Siricą i nad jeziorem Smolino w pobliżu północnej granicy Łatgalii. Na koniec wojny Litwa straciła duże terytoria i zwarła zawieszenie broni, które potem przedłużała kilkukrotnie. W 1509 Moskale podbili Psków i odtąd graniczyli bezpośrednio z Inflantami.        

## Koniec istnienia i podział Inflant
W ostatnich latach istnienia Zakon miał tylko ok 150-175 braci Zakonnych, którzy dowodzili armią w stylu kolonialnym sformowaną z lokalnej ludności. Szerokie upowszechnianie się Reformacji oraz sekularyzacja Zakonu krzyżackiego w Prusach w 1525 roku w dużym stopniu uczyniły istnienie katolickiego Zakonu inflanckiego pozbawionym sensu. Długotrwały konflikt z arcybiskupem Rygi i Zakonem uniemożliwiał przejście na protestantyzm, sekularyzację Konfederacji Inflanckiej i utworzenie jednolitego państwa. Wewnętrzne konflikty Konfederacji Inflanckiej uwidoczniły się w Wojnie koadiutorów.          
We wrześniu 1557 mistrz krajowy Inflant Wilhelm von Fürstenberg w imieniu Konfederacji Inflanckiej zawarł Traktat pozwolski z królem Polski i wielkim księciem litewskim Zygmuntem Augustem o pokoju i wzajemnej pomocy przeciwko Moskwie. Już w 1560, podczas wojny inflanckiej siły cara Iwana IV pokonały siły Zakonu w bitwie pod Ērģeme. Pokonany Zakon zawarł Pakt wileński z Zygmuntem Augustem w którym Inflanty podporządkowały się osobiście królowi. Unia grodzieńska 1566 sformalizowała i wzmocniła włączenie Inflant do Rzeczpospolitej Polsko-Litewskiej. Na północ od Dźwiny Księstwo Zadźwińskie zostało ustanowione pod kontrolą Litwy, podczas gdy na południe powstało autonomiczne państwo wasalne Rzeczpospolitej, Księstwo Kurlandii i Semigalii, z ostatnim mistrzem krajowym, Gotthardem Kettlerem jako jego władcą.                 
Kilka podmiotów zostało utworzonych na dawnych terenach Zakonu inflanckiego i Konfederacji Inflanckiej, które znalazły się pod kontrolą Litwy, Polski, Danii i Szwecji:                  
- szwedzka Estonia,
- Diecezje Saremy i Piltynia pod duńską kontrolą,
- Księstwo Zadźwińskie,
- Księstwo Kurlandii i Semigalii,
- Wolne Miasto Rygi,
- Region Grobina przyrzeczony Prusom Książecym do 1609.

## Struktura
Najważniejszą osobą w Zakonie był mistrz krajowy, który był podporządkowany wielkiemu mistrzowi, rezydującemu początkowo w Akce, od 1291 do 1309 w Wenecji, od 1309 do 1457 w Malborku, potem do 1525 w Królewcu, a w późniejszym okresie (jako administrator urzędu wielkiego mistrza) w Mergentheim. Członkowie gałęzi inflanckiej pochodzili głównie z Westfalii lub Nadrenii, rzadziej z innych części Niemiec. Bardzo niewielu braci Zakonu pochodziło z Prus lub Inflant, pośród nich jeden Inflantczyk, Ykemele, jest znany. 
Członkowie Zakonu byli podzieleni na 3 grupy: 
- rycerzy,
- księży,
- sariantów (Sarjantbrüder) zwanych też szarymi płaszczami.

Oprócz pełnoprawnych członków Zakonu byli także półbracia, którzy zwykle zajmowali się rzemiosłem i innymi mało ważnymi gospodarczymi zadaniami. Rzadko byli wspominani w inflanckich źródłach.

### Władze Zakonu
Przywódcą Zakonu był mistrz krajowy. Od XIV w. mistrz krajowy był wybierany przez kapitułę krajową złożoną z komturów i wójtów i zatwierdzany przez wielkiego mistrza Zakonu krzyżackiego do 1525, potem przez administratora urzędu wielkiego mistrza. W XVI w. następca lub koadiutor był zwykle wybierany za życia mistrza krajowego. 
Drugim najważniejszym po mistrzu krajowym człowiekiem w Zakonie był marszałek krajowy, który był wojskowym liderem sił Zakonu i działał jako głowa Zakonu w zastępstwie mistrza. Marszałek krajowy początkowo rezydował w Kieś, w XIV w. w Aizkraukle, a od końca XIV w. w Siguldzie. 
Mistrzowi krajowemu pomagała Wewnętrzna lub Węższa Rada złożona z 5-6 komturów od najpóźniej połowy XV w. Najważniejszymi komturami byli marszałek krajowy, komturzy Viljandi, Tallinna, Aluliina i Kuldīga oraz wójt Järvy. Czasami inni komturowie także należeli do wewnętrznego kręgu, zwykle komtur Dyneburga lub Parnau. Duża lub Zewnętrzna Rada Zakonu obejmowała zasadniczo wszystkich komturów Zakonu za wyjątkiem komtura Kursi [estońskie Kursi komtuurkond], którego pozycja była uważana za najmniej znaczącą pośród komturów Zakonu. Podczas gdy Wewnętrzna Rada zajmowała się się codziennym zarządzaniem Zakonem i zatwierdzaniem ważnych decyzji, Zewnętrzna Rada była zwoływana, żeby rozwiązać problemy dotyczące Zakonu jako całości lub w przypadku większych kryzysów.

### Rycerze
Rycerze byli najważniejsi w hierarchii Zakonu Inflanckiego. Sprawowali władzę polityczną: wszyscy komturowie Zakonu byli rycerzami. Ich strojami były białe płaszcze z czarnym krzyżem Zakonu krzyżackiego. W latach 30. XIII w. Zakon miał 120 rycerzy, spośród których odrobinę ponad połowa była zapewne dawnymi Kawalerami Mieczowymi. W XIII w. Zakon Inflancki miał do 200 rycerzy, w XIV w., jak się uważa było ich do 400. Fragmenty protokołów z wizytacji z 1451 roku, które się zachowały, naliczyły 197 rycerzy, ale całkowita liczba by prawdopodobnie nieco wyższa, osiągając co najmniej 220. Od końca XV w. liczba rycerzy zaczęła się zmniejszać i do lat 50. XVI w. było prawdopodobnie nie więcej niż trochę ponad 100. Razem z szarymi płaszczami, czeladzią i wasalami rycerze tworzyli armię Zakonu. Od końca XIV w. najemnicy także byli wykorzystywani i ich rola stała się decydująca do końca XV w. 
W początkach Zakonu członkowie prawie wszystkich stanów mogli do niego dołączyć. W drugiej połowie XIII w., Inflantczyk Ykemele, jedyny znany przedstawiciel Bałtów w Zakonie także był członkiem. Północnoniemieccy mieszczanie i kilku ludzi niewiadomego pochodzenia, prawdopodobnie pochodzący z chłopskich rodzin także dołączyli. Jednak od drugiej połowy XIV w. rozróżnienie pomiędzy klasami stało się bardziej sztywne i Zakon zaczął akceptować zasadniczo tylko ludzi szlacheckiego pochodzenia. Większość z nich pochodziła z Westfalii. Proporcja Westfalczyków stała się szczególnie duża w XV w., ale później nieco spadła. Oprócz Westfalczyków szeregi Zakonu były ciągle zasilane dużą liczbą Nadreńczyków (głównie z Dolnej Nadrenii). Było znacząco mniej rycerzy z innych regionów i tylko kilku znanych z Prus i Inflant.  
W sumie 1003 rycerzy jest znanych z imienia, spośród których 773 ma ustalone miejsce urodzenia i/lub rodowód. Jednak całkowita liczba rycerzy w Inflantach jest niemożliwa do ustalenia z powodu niedoboru źródeł, ale prawdopodobnie było to ok. 10 tys.

### Księża
Księża pełnili posługi duchowne w Zakonie i często byli pisarzami oraz urzędnikami. Oni także nosili białe płaszcze z czarnym krzyżem Zakonu krzyżackiego. Księża, w przeciwieństwie do rycerzy pochodzili z Niemiec, często z Prus i byli zwykle nisko urodzeni. Księżmi Zakonu było także paru biskupów Inflant: większość biskupów Kurlandii było członkami Zakonu krzyżackiego, podobnie jak duża część arcybiskupów Rygi. Liczba księży była zawsze znacząco mniejsza od liczby rycerzy; w 1451 było podobno 43 z nich służących w zamkach Zakonu inflanckiego.

### Sarianci
Sarianci lub szare płaszcze byli lekko zbrojnymi kawalerzystami Zakonu, którzy nosili szare szaty i pochodzili głównie z mieszczaństwa, ale także z chłopstwa. Ich znaczenie było większe w XIII i XIV w., ale później ich liczba zmalała znacząco: w 1451 tylko 27 jest znanych z Inflant. Szare płaszcze często są błędnie nazywani półbraćmi i uważani za niepełnych członków Zakonu.